# Virginia Mayo

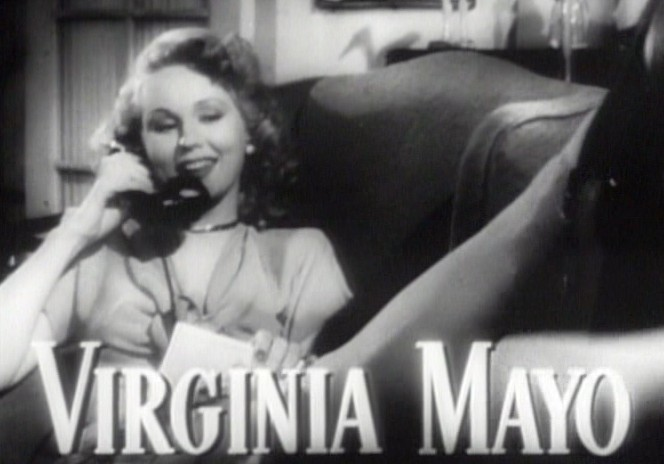
Presentación de la actriz en el reclamo de la película de 1946 Los mejores años de nuestra vida

Virginia Mayo (Virginia Clara Jones: 30 de noviembre de 1920 - 17 de enero de 2005) fue una actriz estadounidense.

## Biografía
Nació en Saint Louis (Misuri). Su padre era periodista y procedía de una familia que había sido muy influyente en la ciudad de St. Louis. De pequeña, Mayo ya demostró interés por el mundo del espectáculo. Su tía regentaba una escuela de baile y Mayo comenzó a tomar clases a los seis años. Una vez que terminó la escuela en 1937 se convirtió en intérprete de la Ópera de St. Louis.
En una actuación que realizó Mayo en Broadway la vio un agente de la Metro Goldwyn Mayer y Samuel Goldwyn firmó un contrato con ella. No obstante, cuando uno de los directores del estudio realizó pruebas de filmación, manifestó que Mayo no era una actriz adecuada para el cine. Goldwyn sí creyó en ella, sobre todo en sus dotes de interpretación, y le dio un pequeño papel en Jack London (1943, Alfred Santell). El mismo año participó en otra película, y los productores se dieron cuenta de su atractivo físico, que justificaba papeles más importantes. Así, en 1944 ya tuvo un papel protagonista, en The Princess and the Pirate (La princesa y el pirata, David Butler), comedia musical en la que compartía cartel con Bob Hope.
En los años siguientes Mayo intervino en películas con compañeros de reparto famosos, como Danny Kaye, Dana Andrews, James Cagney, Burt Lancaster y Gregory Peck, y su popularidad fue creciendo con cada film en el que intervino (Los mejores años de nuestra vida, La vida secreta de Walter Mitty, White Heat, El halcón y la flecha).
Trabajó intensamente hasta finales de los años 50, época a partir de la cual hizo menos películas, un total de ocho en veinte años. Acostumbrada a aparecer atractiva en la pantalla, Mayo quiso seleccionar bien los papeles en los que intervenía cuando había alcanzado una determinada edad.
Mayo estuvo casada entre 1947 y 1973, año en que su marido falleció. Tuvieron una hija de este matrimonio.
Falleció a los 84 años de edad, tras una larga neumonía que acabó en un paro cardíaco, en una residencia de Los Ángeles.

## Filmografía
- Jack London (1943)
- The Princess and the Pirate (1944) de David Butler ("La princesa y el pirata", ya comentada).
- Seven Days Ashore (1944) de Elliott Nugent (Rumbo a Río, musical donde la actriz trabajaba con la legendaria Dinah Shore).
- Wonder Man (1945) (Un hombre fenómeno con Danny Kaye y Vera-Ellen).
- Los mejores años de nuestra vida (1946) de William Wyler (Los mejores años de nuestra vida, joya absoluta del cine estadounidense de los 40, triunfador en los Oscar de ese año, magistralmente dirigido y con inolvidable cast (Fredric March, Myrna Loy, Dana Andrews, Theresa Wright).
- The Kid from Brooklyn (1946) de Norman Z. MacLeod (El asombro de Brooklyn, versión de una célebre comedia de Harold Lloyd de 1936, La vía láctea, con Danny Kaye y Vera-Ellen).
- The Secret Life of Walter Mitty (1947) de Norman Z. MacLeod ("La vida secreta de Walter Mitty, brillante comedia que pertenece a la mejor época de Danny Kaye, y en la que destaca también Boris Karloff).
- Out of the Blue (1947)
- Smart Girls Don't Talk (1948)
- A Song Is Born (1948) (Nace una canción, nueva versión, esta vez musical, de Bola de fuego (1941)).
- Always Leave Them Laughing (1949)
- Flaxy Martin (1949)
- Red Light (1949)
- White Heat (1949) de Raoul Walsh (Al rojo vivo o una de las obras maestras del cine negro estadounidense, en compañía de James Cagney y Edmond O´Brien)).
- The Girl from Jones Beach (1949)
- Colorado Territory (1949) de Raoul Walsh (Juntos hasta la muerte, western dramático en el que destacó ante actores como Joel McCrea y Dorothy Malone).
- The West Point Story (1950) de Roy del Ruth (de nuevo con James Cagney).
- El halcón y la flecha (1950) de Jacques Tourneur (una de las cumbres del cine de aventuras de todos los tiempos, con Burt Lancaster).
- Backfire (1950)
- Starlift (1951)
- Painting the Clouds with Sunshine (1951)
- Along the Great Divide (1951)
- Captain Horatio Hornblower (1951) de Raoul Walsh, junto a Gregory Peck.
- The Iron Mistress (1952) de Gordon Douglas (La novia de acero, western).
- She's Working Her Way Through College (1952)
- Devil's Canyon (1953) de Alfred Werker (Noche salvaje, western donde tenía como compañeros a Dale Robertson y Stephen McNally)
- South Sea Woman (1953)
- She's Back on Broadway (1953)
- El cáliz de plata (1954) de Victor Saville, superproducción bíblica en la que compartió protagonismo con Pier Angeli y Paul Newman).
- King Richard and the Crusaders (1954) de David Butler (El talismán, superproducción de aventuras en la que actuó con Rex Harrison, Laurence Harvey y George Sanders).
- Pearl of the South Pacific (1955)
- Congo Crossing (1956)
- The Proud Ones (1956)
- Great Day in the Morning (1956) de Jacques Tourneur ("Una pistola al amanecer", interesante western psicológico).
- The Tall Stranger (1957)
- The Story of Mankind (1957) de Irwin Allen (comedia que parodia varios momentos de la historia de la humanidad y que cuenta con un desfile de estrellas de Hollywood).
- The Big Land (1957) de Gordon Douglas ("La hermosa tierra", agradable western que protagonizó con Alan Ladd).
- Fort Dobbs (1958)
- Westbound (1959) de Budd Boetticher.
- Revolt of the Mercenaries (1960)
- Jet Over the Atlantic (1960)
- Young Fury (1965) de Christian I. Nyby II.
- Castle of Evil (1966)
- Fort Utah (1967)
- Fugitive Lovers (1975)
- Won Ton Ton, the Dog Who Saved Hollywood (1976)
- The Haunted (1977)
- French Quarter (1977)
- Remington Steele (1986, serie de televisión) - en un episodio como estrella invitada.
- Evil Spirits (1990)
- Midnight Witness (1993)
- The Man Next Door (1997)